# Campionati europei di atletica leggera indoor 2017 - Salto con l'asta femminile

## Podio
| Pos.    | Atleta               | Nazionalità |
| ------- | -------------------- | ----------- |
| Oro     | Aikaterinī Stefanidī | Grecia      |
| Argento | Lisa Ryzih           | Germania    |
| Bronzo  | Angelica Bengtsson   | Svezia      |
| Bronzo  | Maryna Kylypko       | Ucraina     |

## Record
| Record               | Record            | Record | Record                          | Record           |
| -------------------- | ----------------- | ------ | ------------------------------- | ---------------- |
| Record del Mondo     | Jenn Suhr         | 5.03   | New York, Stati Uniti d'America | 30 gennaio 2016  |
| Record europeo       | Yelena Isinbayeva | 5.01   | Stoccolma, Svezia               | 23 febbraio 2012 |
| Recor dei campionati | Yelena Isinbayeva | 4.90   | Madrid, Spagna                  | 6 marzo 2005     |

## Programma
| Data         | Ora   | Turno  |
| ------------ | ----- | ------ |
| 4 marzo 2017 | 18:05 | Finale |

## Risultati

### Finale
La finale è iniziata alle 18:05 di sabato 4 marzo
.
| Posizione | Atleta               | Nazione     | 4.25 | 4.40 | 4.55 | 4.65 | 4.70 | 4.75 | 4.80 | 4.85 | 4.91 | Risultato | Note                                     |
| --------- | -------------------- | ----------- | ---- | ---- | ---- | ---- | ---- | ---- | ---- | ---- | ---- | --------- | ---------------------------------------- |
| 1         | Aikaterinī Stefanidī | Grecia      | –    | –    | xo   | o    | –    | –    | o    | o    | xxx  | 4.85      | Miglior prestazione europea stagionale   |
| 2         | Lisa Ryzih           | Germania    | –    | o    | o    | o    | o    | o    | x-   | xxx  |      | 4.75      | Miglior prestazione personale            |
| 3         | Angelica Bengtsson   | Svezia      | o    | o    | o    | xxx  |      |      |      |      |      | 4.55      |                                          |
| 3         | Maryna Kylypko       | Ucraina     | o    | o    | o    | xxx  |      |      |      |      |      | 4.55      |                                          |
| 5         | Michaela Meijer      | Svezia      | xo   | o    | o    | xxx  |      |      |      |      |      | 4.55      |                                          |
| 6         | Lisa Gunnarsson      | Svezia      | o    | o    | xo   | xxx  |      |      |      |      |      | 4.55      |                                          |
| 6         | Minna Nikkanen       | Finlandia   | o    | o    | xo   | xxx  |      |      |      |      |      | 4.55      |                                          |
| 8         | Wilma Murto          | Finlandia   | o    | o    | xxx  |      |      |      |      |      |      | 4.40      |                                          |
| 8         | Tina Šutej           | Slovenia    | o    | o    | xxx  |      |      |      |      |      |      | 4.40      |                                          |
| 10        | Annika Roloff        | Germania    | xo   | o    | xxx  |      |      |      |      |      |      | 4.40      |                                          |
| 11        | Angelica Moser       | Svizzera    | o    | xo   | xxx  |      |      |      |      |      |      | 4.40      | Miglior prestazione personale stagionale |
| 12        | Iryna Yakaltsevich   | Bielorussia | xo   | xo   | xxx  |      |      |      |      |      |      | 4.40      |                                          |
| 13        | Romana Maláčová      | Rep. Ceca   | –    | xxo  | xxx  |      |      |      |      |      |      | 4.40      |                                          |